# Rebecca Hall
Rebecca Maria Hall, född 3 maj 1982 i London, är en brittisk skådespelare, producent, författare och regissör.
Hall är dotter till teaterregissören Peter Hall och operasångerskan Maria Ewing. Fadern var engelsk, medan modern var av holländskt och afro-amerikanskt ursprung.  
Hall har fem halvsyskon, vilka alla är engagerade inom det kulturella. 
År 2010 vann Hall en BAFTA Award i kategorin Bästa kvinnliga biroll för sin insats i Red Riding: 1974. År 2009 nominerades hon till en Golden Globe i kategorin Bästa kvinnliga biroll för sin roll i Woody Allens film Vicky Cristina Barcelona. Hon gjorde sin regidebut med långfilmen Passera 2021.

## Privatliv
Mellan åren 2011 och 2015 hade Hall ett förhållande med regissören Sam Mendes. Sedan 2015 är hon gift med skådespelaren Morgan Spector. De fick dottern Ida 2018. Hon har medborgarskap i Storbritannien och i USA.

## Filmografi (i urval)
- 2006 – Prestige
- 2006 – Starter for Ten
- 2008 – Frost/Nixon
- 2008 – Vicky Cristina Barcelona
- 2009 – Red Riding: 1974
- 2009 – Dorian Gray
- 2010 – The Town
- 2010 – Please Give
- 2010 – Neighbor For Sale
- 2011 – The Awakening
- 2012 – Lay the Favorite
- 2013 – Iron Man 3
- 2013 – Close Circuit
- 2014 – Transcendence
- 2014 – Tumbledown
- 2016 – Christine
- 2016 – Stora vänliga jätten
- 2019 – A Rainy Day in New York
- 2020 – Ur varselklotet (TV-serie)
- 2021 – Godzilla vs. Kong
- 2022 – Resurrection
- 2024 – Godzilla x Kong: The New Empire
- 2025 – Ella McCay